# Hockey op de Gemenebestspelen 2010
Hockey is een van de sporten die beoefend werden op de Gemenebestspelen 2010 in de Indiase hoofdstad Delhi. Het hockeytoernooi vond van 4 tot en met 14 oktober plaats in het Dhyan Chand National Stadium.

## Medaillewinnaars
| Discipline | Goud      | Zilver        | Brons         |
| ---------- | --------- | ------------- | ------------- |
| Mannen     | Australië | India         | Nieuw-Zeeland |
| Vrouwen    | Australië | Nieuw-Zeeland | Engeland      |

Kuala Lumpur 1998 (mannen, vrouwen) · 
Manchester 2002 (mannen, vrouwen) · 
Melbourne 2006 (mannen, vrouwen) · 
Delhi 2010 (mannen, vrouwen) · 
Glasgow 2014 (mannen, vrouwen)
Atletiek · Badminton · Boksen · Boogschieten · Bowls · Gewichtheffen · Gymnastiek · Hockey · Netball · Rugby sevens · Schietsport · Schoonspringen · Squash · Synchroonzwemmen · Tafeltennis · Tennis · Wielersport · Worstelen · Zwemmen